# Dennis Novak
Dennis Novak (Wiener Neustadt, 28 augustus 1993) is een Oostenrijkse tennisser. In zijn carrière won hij één challenger-toernooi in het dubbelspel en stond hij eenmaal in de finale van een ATP-toernooi in het dubbelspel.

## Palmares
| Legenda                       | Legenda               |
| ----------------------------- | --------------------- |
| Grand Slam                    |                       |
| Olympische Spelen             |                       |
| tot 2009                      | vanaf 2009            |
| Tennis Masters Cup            | ATP Finals            |
| ATP Masters Series            | ATP Tour Masters 1000 |
| ATP International Series Gold | ATP Tour 500          |
| ATP International Series      | ATP Tour 250          |

### Enkelspel
| Nr.                  | Datum          | Toernooi     | Ondergrond | Tegenstander in finale | Score    | Details |
| -------------------- | -------------- | ------------ | ---------- | ---------------------- | -------- | ------- |
| Verloren challengers |                |              |            |                        |          |         |
| 1.                   | 7 januari 2023 | Nonthaburi-1 | Hardcourt  | Tung-Lin Wu            | 6-4, 6-4 |         |

### Dubbelspel
| Nr.                          | Datum        | Toernooi      | Ondergrond | Partner       | Tegenstanders in finale         | Score            | Details |
| ---------------------------- | ------------ | ------------- | ---------- | ------------- | ------------------------------- | ---------------- | ------- |
| Verloren finales herendubbel |              |               |            |               |                                 |                  |         |
| 1.                           | 16 juli 2017 | ATP Kitzbühel | Gravel     | Dominic Thiem | Wesley Koolhof Matwé Middelkoop | 6-2, 3-6, [9-11] | Details |

## Resultaten grote toernooien
| Legenda | Legenda                          |
| ------- | -------------------------------- |
| g.t.    | geen toernooi gehouden           |
| l.c.    | lagere categorie                 |
| –       | niet deelgenomen                 |
| G       | uitgeschakeld in de groepsfase   |
| 1R      | uitgeschakeld in de eerste ronde |
| 2R      | uitgeschakeld in de tweede ronde |
| 3R      | uitgeschakeld in de derde ronde  |
| 4R      | uitgeschakeld in de vierde ronde |
| KF      | uitgeschakeld in de kwartfinale  |
| HF      | uitgeschakeld in de halve finale |
| F       | de finale verloren               |
| W       | het toernooi gewonnen            |
| w-v     | winst/verlies-balans             |

### Enkelspel
| grandslamtoernooien  |      |      |      |    |
| Australian Open      | 1R   | –    | 1R   | 1R |
| Roland Garros        | –    | –    | 1R   | –  |
| Wimbledon            | 3R   | 1R   | g.t. | 1R |
| US Open              | 1R   | –    | 1R   |    |
| olympisch            |      |      |      |    |
| Olympische Spelen    | g.t. | g.t. | g.t. |    |
| statistieken         |      |      |      |    |
| totaal aantal titels | 0    | 0    | 0    | 0  |
| eindejaarsranking    | 140  | 108  | 96   |    |

### Dubbelspel
| grandslamtoernooien  |      |      |      |   |
| Australian Open      | –    | –    | –    | – |
| Roland Garros        | –    | –    | 2R   | – |
| Wimbledon            | –    | –    | g.t. | – |
| US Open              | –    | –    | –    |   |
| olympisch            |      |      |      |   |
| Olympische Spelen    | g.t. | g.t. | g.t. |   |
| statistieken         |      |      |      |   |
| totaal aantal titels | 0    | 0    | 0    | 0 |
| eindejaarsranking    | 438  | 1198 | 448  |   |